# 洛姆木板教堂

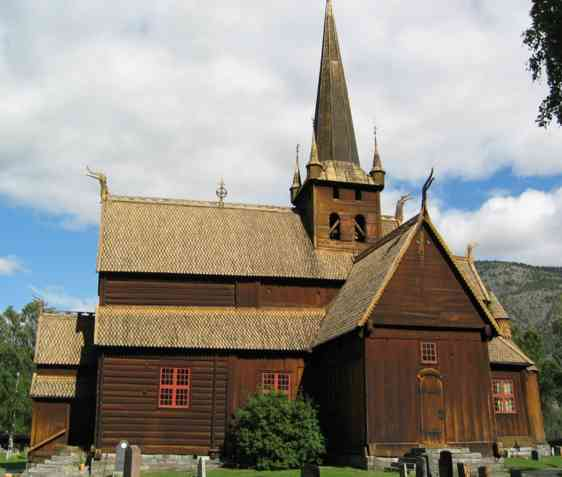

洛姆木板教堂（挪威語：Lom stavkyrkje）是挪威的一座木板教堂，位於內陸郡洛姆。這座教堂大約修建於1170年，可以容納約350人。

## 外部連結
- Lom stave church in Stavkirke.org （挪威語）